# József Breznay

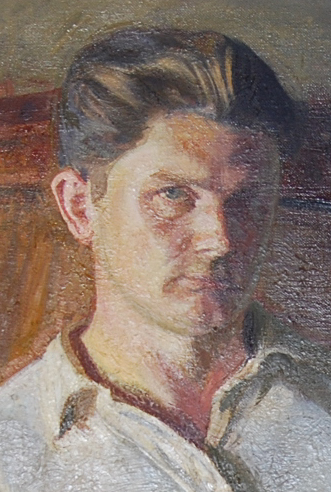
Selbstporträt (ca. 1952)

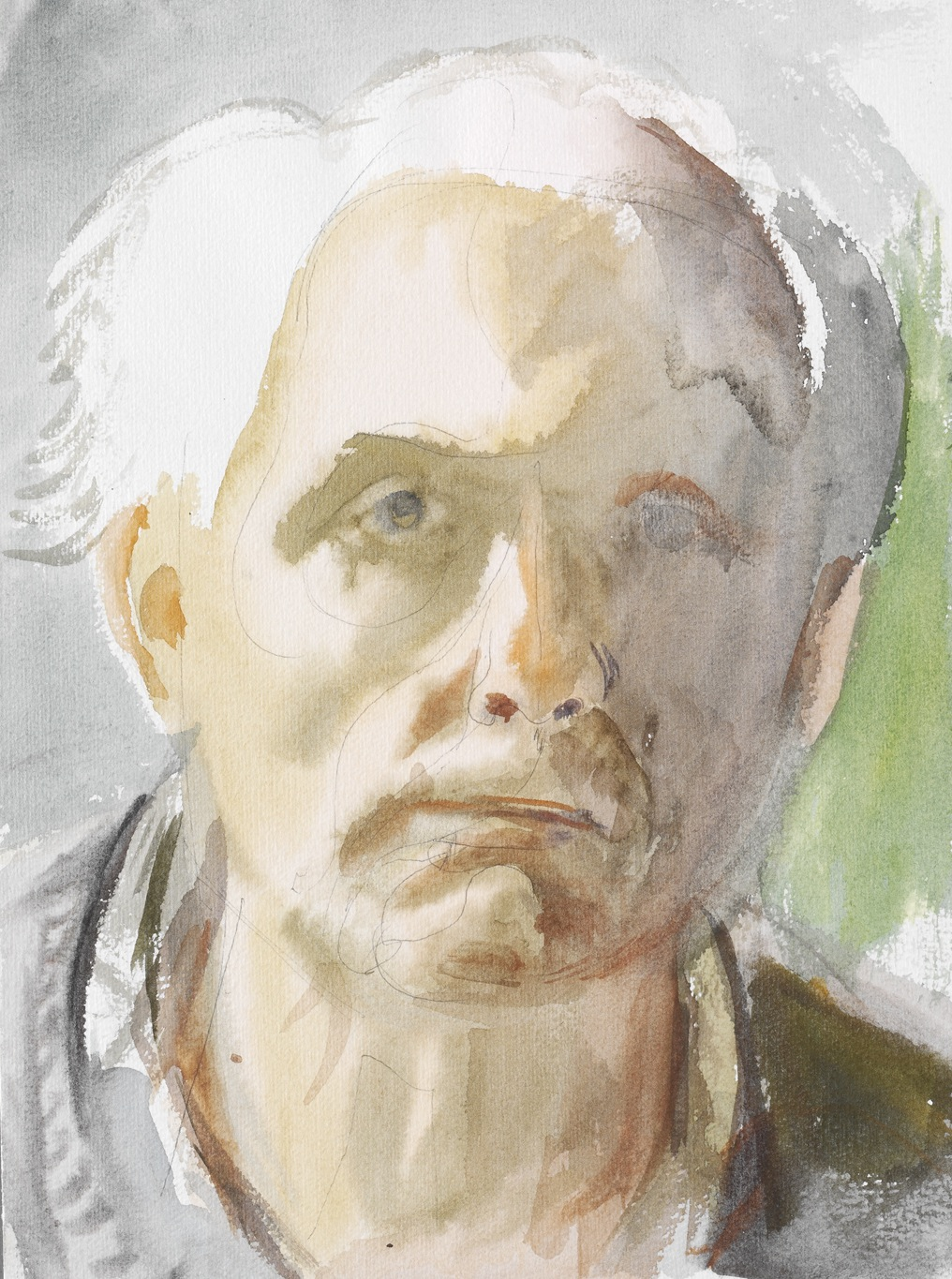
Selbstporträt (ca. 1974)

József Breznay (* 20. September 1916 in Budapest; † 18. Februar 2012 ebenda) war ein ungarischer Kunstmaler.

## Leben
Breznay studierte von 1934 bis 1939 an der Akademie der Bildenden Künste in Budapest bei Bertalan Karlovszky, Ágost Benkhárd, Rezső Burghardt und István Szőnyi, dessen Assistent er in den Jahren 1938 und 1939 war. Als mehrmaliger Gewinner des staatlichen Rompreises absolvierte er zwischen 1939 und 1941 mehrere Studienaufenthalte in Italien.
1954 heiratete Breznay die Malerin Mária Gánóczy, mit der er vier Mädchen und fünf Jungen großzog, die sämtlich die Kunstschule besuchten.

## Einzelausstellungen
- 1946 Galerie Fókusz, Budapest
- 1961 Galerie Csók (zusammen mit Mária Gánóczy), Budapest
- 1962 Galerie Barbizon, Paris
- 1963 Galerie L'Indifférent, Lyon, Frankreich
- 1964 Malkasten (Künstlerverein), Düsseldorf
- 1966 Künstlerkreis Marburg, Marburger Kunstverein
- 1969 Kunsthallen, Uppsala, Schweden
- 1971 Galerie Pfeiffer, Brüssel
- 1971 Galerie Glaub, Köln
- 1972 Galerie Orenje, Gent, Belgien, Műcsarnok, Budapest
- 1973 Galleria Antelami, Parma, Italien
- 1974 Galleria l'Ascendente, Mailand
- 1975 Städtische Galerie Würzburg, Galerie A. Vynecke van Eyck, Gent
- 1977 Galleria Mariani, Parma, Club Amici dell'Arte, Ferrara, Italien
- 1978 Galleria Romana, Mailand
- 1979 Galleria Leonessa, Brescia - Galleria Sant'Andrea, Parma (1983, 1990)
- 1981 Szőnyi Terem, Miskolc, Ungarn
- 1982 Kunsthalle (Katalog), Budapest
- 1996 Collegium Budapest
- 1997 Galerie Marceau, Paris
- 1998 Szőnyi István Múzeum, Zebegény, Ungarn
- 2000 Galleria Duomo, Mailand
- 2001 Libreria Corridoio, Mailand, Italien, La Rotonde, Paris
- 2003 Galéria Mélange, Budapest
- 2006 Olof Palme Millenniumi Szalon, Budapest

## Werke im öffentlichen Raum
- 1939 Fresko Mezőkovácsháza (gemeinsam mit Eugenia Bonda)
- 1954 Fresko, Rathaus Komló, Ungarn
- Secco, Fabrik Beloiannis, Budapest
- Fresko, Kath. Kirche Berente (gemeinsam mit seinen Söhnen Gábor und András Breznay)

## Werke in öffentlichen Sammlungen
- Ungarisches Nationalmuseum, Budapest
- János Damjanich Museum, Szolnok, Ungarn
- Kunstgewerbemuseum, Budapest
- Theater Lingen, Deutschland
- Porzellanmanufaktur Herend Ungarn
- SZTK-Palaist, Budapest
- Museum City of Mobile, Alabama, USA

## Auszeichnungen
- 1939: Goldmedaille der Akademie für Bildende Künste Budapest
- 1942: Nemes Marcell-Preis des Frühjahrssalon der Szinyei Merse Gesellschaft
- 1943: Wolfner Gyula-Preis des Frühjahrssalon der Szinyei Merse Gesellschaft
- 1953: Munkácsy-Preis Ungarn
- 1958: Csók István-Medaillon, Ungarn
- 1962: Grand Prix, Kategorie Akt, Deauville, Frankreich
- 1964: Conseil Européen d’Art et Estéthique Bronz, Frankreich
- 1976: Munka Érdemrend in Silber, Budapest
- 1978: Carrara dei Marmi I. Preis, Italien
- 1978: Premio Nazionale, comune di Medesano, Italien
- 1989: Bourbonne les Bains, Goldmedaille, Frankreich

## Filmporträts
- MTV1 Tamás Vitray: Die Familie Breznay, gesendet am 25. Dezember 1996.
- Hír TV: Reihe Familiensagen: Vasarely, der Pinselkönig und die Familie Breznay. Gesendet am 25. November 2005.
- Ágnes Ostoros: Die Geschichten sind wahr. Porträtfilm von Breznay 2007. Vorführung Bem Kino, Januar 2008, Budapest.